# Felsőmedves
Felsőmedves (más néven Kismedves, németül: Kleinmürbisch, horvátul: Mali Medveš) község Ausztriában Burgenland tartományban a Németújvári járásban.

## Fekvése
Németújvártól 3 km-re délre a Zsámándi-patak partján fekszik.

## Története
Medves falut 1427-ben "Medwes" alakban említi először oklevél. Ez azonban valószínűleg Alsómedvesre, vagy más néven Nagymedvesre vonatkozik. A mai Felsőmedves valószínűleg csak a 16. században a horvát betelepítéssel keletkezett a Batthyányak  németújvári uradalmának területén. Kezdetben horvát többségű falu volt, de lakói később elnémetesedtek. 1599-ben "Kys Medves" alakban említik az adóösszeírásban. 1576-ban 9, 1588-ban 11, 1599-ben 13 portát számláltak a településen. 1605-ben Bocskai István hajdúi égették fel. 1634-ben 20 házából 5 lakatlan volt. 1643-ban 25 háza volt 123 lakossal. 1662-ben a Bathhyány Kristóf és Pál közötti birtokfelosztáskor gróf Batthyány Pál birtoka lett. 1787-ben 44 házában 218 lakos élt. 1804-ben 46 háza és 214 lakosa volt.
Egyházilag a várszentmiklósi plébániához tartozott. 1822-ig halottaikat is Várszentmiklósra temették és 1824-ig a gyermekek is oda jártak iskolába.  A falunak soha nem volt temploma, első harangjukat is csak 1776-ban vásárolták. A hívek a németújvári ferences templomba jártak istentiszteletre, mivel a várszentmiklósi templomot a horvátok használták.
Vályi András szerint " Kis, Nagy, és Nemes Medves. Három falu Vas Várm. Kis, és Nagy Medvesnek földes Ura Gróf Batthyáni Uraság, Nemes Medvesnek pedig több Urak, lakosai többfélék, fekszenek Német Újvárhoz mintegy 3/4 órányira, földgyeik nem igen termékenyek, határjok többnyire hegyes, szőlejek jó borokat teremnek, fájok tűzre, és épűletre van, legelőjök jó."
Fényes Elek szerint " Kis-Medves Klein-Mörbisch, német falu, Vas vmegyében, 238 kath. lak. Ut. p. Rába-Keresztur."
Vas vármegye monográfiája szerint " Kis-Medves, házainak száma 59, a lakosoké 397, akik mind németajkúak, vallásuk r. kath. és ág. ev. Postája és távirója Német-Ujvár."
1910-ben 359 lakosa volt, ebből 334 német, 2 magyar, 23 egyéb nemzetiségű. A trianoni békeszerződésig Vas vármegye Németújvári járásához tartozott. 1921-ben Ausztria Burgenland tartományának része lett. Önkéntes tűzoltóegyletét 1929-ben alapították.

## Nevezetességei
Római katolikus plébániatemploma 1950-ben épült.